# Liiva

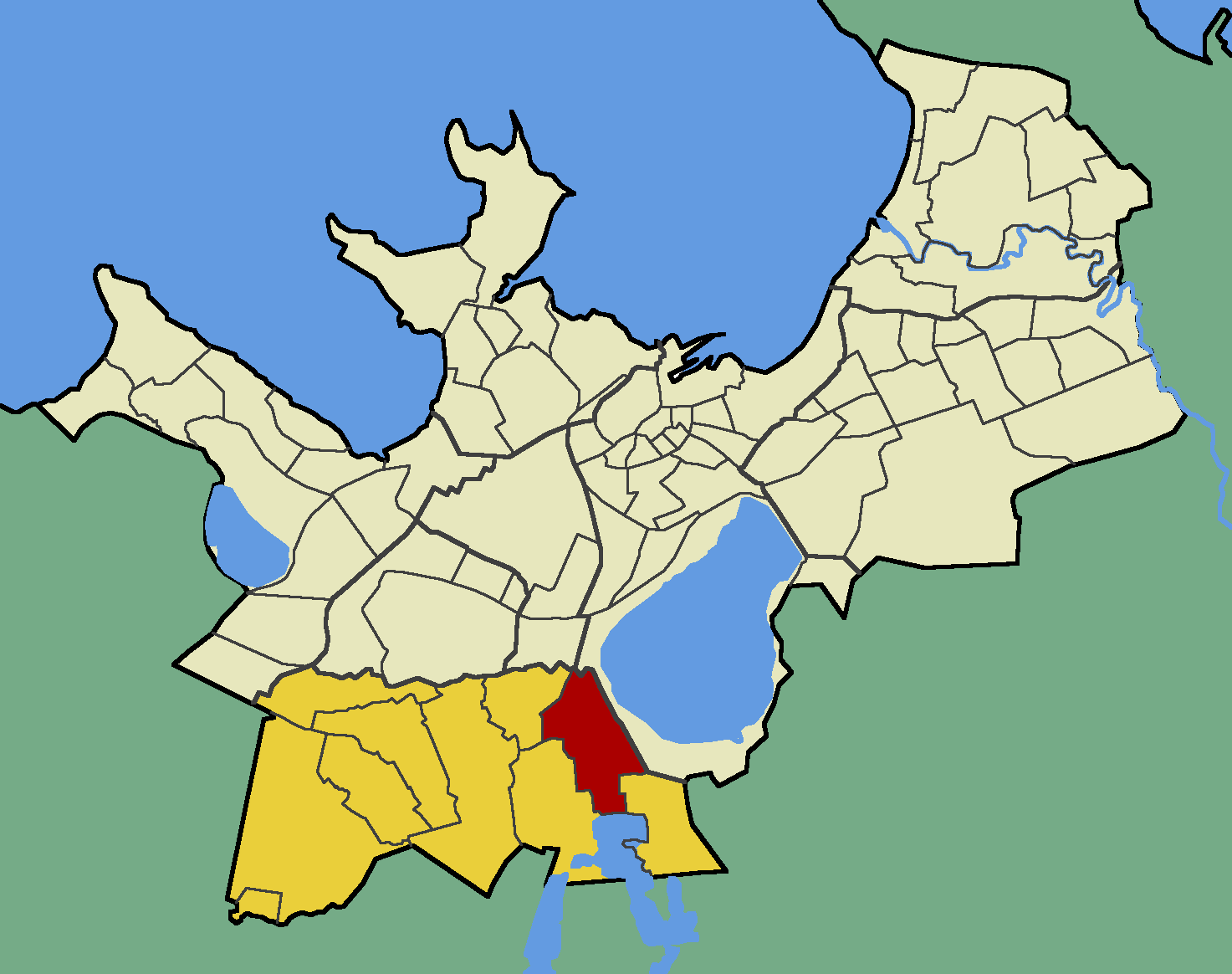
Der Bezirk Liiva (rot) im Tallinner Stadtteil Nõmme (gelb)

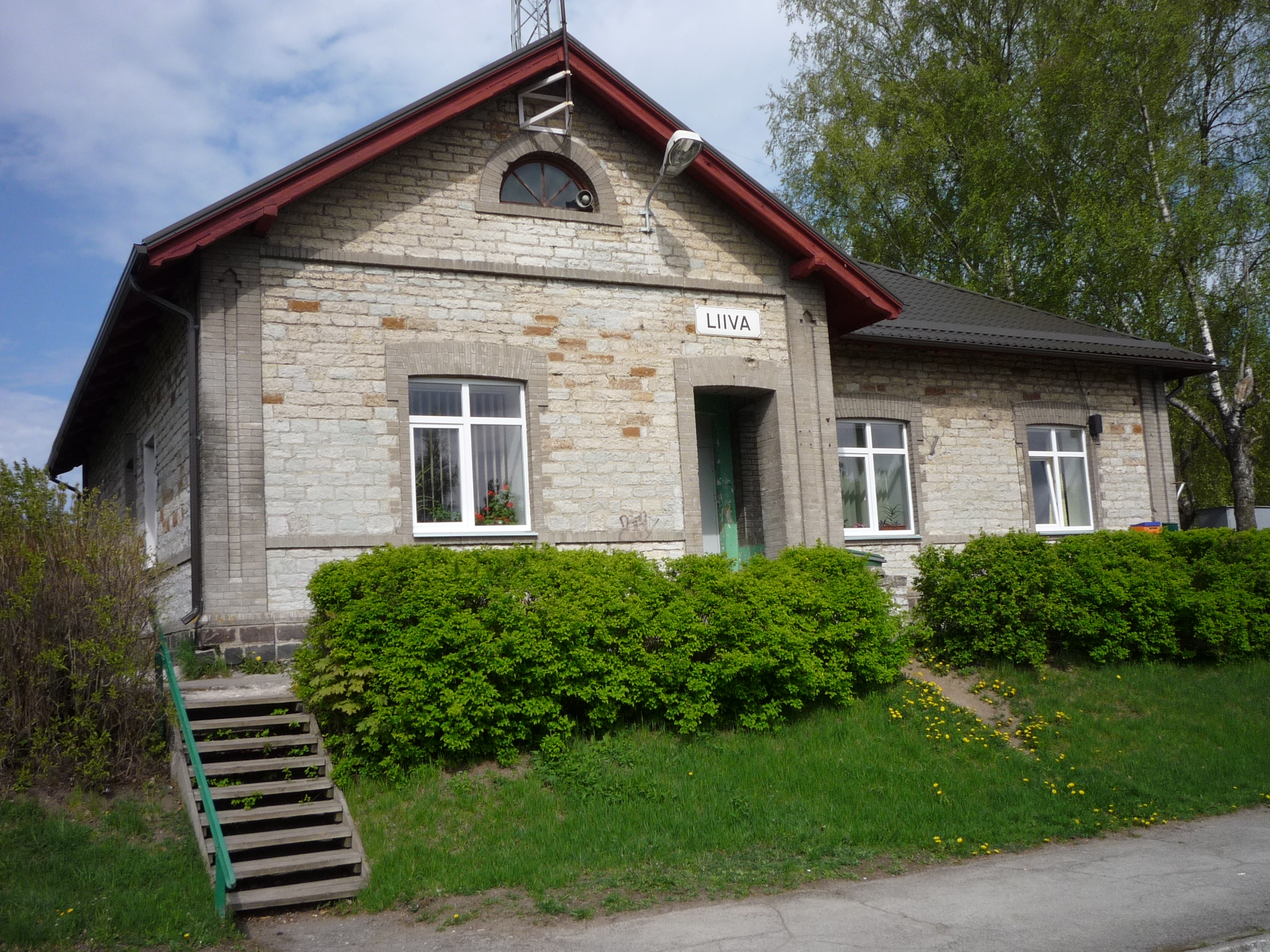
Bahnhof von Liiva. Aufnahme von 2009

Liiva (zu Deutsch „Sand“) ist ein Bezirk (estnisch asum) der estnischen Hauptstadt Tallinn. Er liegt im Stadtteil Nõmme.

## Beschreibung
Der Stadtbezirk hat 1.289 Einwohner (Stand 1. Mai 2010). Seine Fläche beträgt 3,25 Quadratkilometer.
Liiva trug früher den Namen Liiva-Risti und war nur dünn besiedelt. Bis ins 19. Jahrhundert erstreckte sich ein großer Kiefernwald zwischen den historischen Schänken von Liiva und Vana-Risti. Beide Krüge sind bereits auf der Landkarte Ludwig August Mellins aus dem Jahr 1798 verzeichnet.
Der Bau einer Eisenbahnverbindung zwischen Tallinn und Paldiski (1869/70) holte Liiva aus dem Dornröschenschlaf. 1900 kam die Schmalspurbahn zwischen Tallinn und Viljandi hinzu. Kurz vor Ausbruch des Ersten Weltkriegs wurde der Bahnhof von Liiva eröffnet. 1927 wurde das Bahnhofsgebäude aus Holz durch einen modernen Bau ersetzt. Der Bahnhof von Liiva wird heute von der estnischen Eisenbahngesellschaft Edelaraudtee bedient.
Mit der Eisenbahn siedelten sich auch Industrieunternehmen in Liiva an. Erste Versuche zur Errichtung einer Baustoffindustrie für Silikatgestein stammten aus dem Jahr 1899. Aber erst 1910 hatte die Firma des Unternehmers Oskar Amberg (1878–1963) nachhaltigeren Erfolg. Sie prägte Liivas Stadtbild bis zur sowjetischen Besetzung Estlands. Ab 1923 kam die erfolgreiche estnische Firma Liiva-Betoon hinzu, die Bauteile herstellte.

## Friedhof Liiva
Im September 1935 wurde der Friedhof von Liiva (Liiva kalmistu) offiziell eingeweiht. Im selben Jahr wurde die Kapelle errichtet (Architekt Herbert Johanson). Bereits am 28. Januar 1935 war der estnische Politiker Hans Martinson (1871–1935) in Liiva beigesetzt worden.
Der Friedhof von Liiva war mit einer Fläche von 64 Hektar bis 1978 der größte Friedhof Tallinns. Er fügte sich anfangs harmonisch in eine bewaldete Landschaft ein. Mit der Zeit wurde der Baumbestand immer stärker dezimiert.
Auf dem Friedhof findet sich seit April 1940 ein gesonderter Bereich für die verstorbenen Insassen der Nervenheilanstalt Seewald. Hier fand unter anderem die estnische Lyrikerin Marie Heiberg (1890–1942) ihre letzte Ruhestätte. Ihr Grabmal aus dem Jahr 1965 stammt von dem estnischen Bildhauer Juhan Raudsepp. Viele der Beigesetzten sind namenlos bestattet worden.
Während der deutschen Besetzung Estland (1941–1944) nutzten die deutschen Truppen eine Mauer und einen Graben auf dem Friedhofsareal als Hinrichtungsstätte. Hier wurden unter anderem der Pädagoge Aleksei Jaanson (1866–1941) und der Politiker Neeme Ruus (1911–1942) von den Deutschen erschossen.
Auf dem Friedhof sind zahlreiche Esten begraben, die der deutschen Besetzung des Landes (1941–1944) zum Opfer gefallen waren. Hierzu gehören der Schauspieler Harri Paris (1891–1941), der sich zusammen mit seiner jüdischen Ehefrau Keila (1891–1941) vor dem Abtransport in die nationalsozialistischen Vernichtungslager das Leben nahm.
In Liiva befindet sich ein Gemeinschaftsgrab für 164 sowjetische Kriegsgefangene, die zwischen 1941 und 1944 ums Leben gekommen waren. Ein 1975 aufgestelltes Mahnmal erinnert an ihr Schicksal.
Südlich des Friedhofs beginnt der Raku-See (Raku järv).